# Tom Tyler
Tom Tyler (9 de agosto de 1903 - 1 de mayo de 1954) fue un actor de cine estadounidense. Participó tanto en cine mudo como sonoro, y es conocido por haber interpretado al superhéroe Capitán Marvel en el serial de 1941 The Adventures of Captain Marvel.

## Biografía
Nació en Port Henry (Nueva York) bajo el nombre de Vincent Markowski. Su familia era de origen polaco-estadounidense.
Tyler tuvo una larga carrera en el cine, la cual se extendió entre los años 1920 y 1950, apareciendo en varias películas, la mayoría de ellas westerns como La diligencia y La legión invencible de John Ford. Durante gran parte de su carrera hizo películas de serie B, recibiendo a cambio salarios moderados. Dichas cintas fueron producidas por Reliable Pictures, compañía de Bernard B. Ray y Harry S. Webb.
Entre sus cintas de mayor presupuesto destacan The Mummy's Hand (1940), donde interpretó a la momia Kharis. Tyler fue escogido para el rol dado que sus rasgos se asemejaban a los de Boris Karloff, lo cual permitía utilizar tomas de la película de 1932. También participó en el serial de 1941 The Adventures of Captain Marvel, donde interpretó al superhéroe protagonista. En 1943 protagonizó El Fantasma, un serial basado en la famosa historieta creada por Lee Falk. Este fue su último gran papel en la industria del cine.
Tyler sufrió de artritis reumatoide durante los últimos años de su carrera, por lo que sus últimos trabajos estuvieron limitados a roles secundarios. Falleció en Hamtramck (Míchigan) a los 50 años de edad. Fue sepultado en el cementerio Mount Olivet de Detroit.
- Datos: Q1375849
- Multimedia: Tom Tyler / Q1375849